# کیس (دهانه ال‌کیو ۲۱)
کیس (دهانه ال‌کیو ۲۱) یک دهانه برخوردی در ماه‌ است.